# Лоуренс Харви
Ло́уренс Ха́рви (англ. Laurence Harvey, 1 октября 1928[…], Ионишкис — 25 ноября 1973, Лондон) — британский актёр и кинорежиссёр литовского происхождения. Номинант на премии «Оскар» и BAFTA.

## Биография

### Юные годы
Ларушка Миша (Цви Мойша) Скикне родился 1 октября 1928 года в литовском городе Ионишкисе в еврейской семье. В возрасте пяти лет вместе с родителями эмигрировал в Йоханнесбург в Южной Африке, где сменил имя на английское — Гарри. Во время Второй мировой войны в составе бригады артистов при южноафриканской армии служил в Египте и Италии, а затем вернулся домой, в Йоханнесбург.
В 1946 году выиграл стипендию Королевской академии драматического искусства. В это время берёт себе артистический псевдоним Лоуренс Харви: Лари — так называли его сокурсники, Харви — возможно от названия знаменитого лондонского универмага «Харви». После окончания академии он некоторое время работал в Манчестере.

### Карьера
Дебют в кино состоялся в 1948 году в фильме «Дом тьмы», однако первые его роли были недостаточно выразительны. После провала в лондонском театре «Вест Энд» он в 1952 году присоединился к Королевскому шекспировскому театру в городе Стратфорд-апон-Эйвон. Несмотря на регулярные нелестные отзывы критиков, он неизменно позиционировал себя как лучший актёр. В конце концов, получил главную роль в фильме «Ромео и Джульетта» (1954), однако пылкий Ромео из него не получился. Более того, актёр страдал звёздной болезнью, что впоследствии лишило его многих ролей. Несмотря на это, он был приглашён компанией «Warner Bros.» в Голливуд на главную роль в фильме «Ричард Львиное сердце» (1954).
Харви также появлялся на американском телевидении. Его дебют на Бродвее хотя и был отмечен Международной театральной наградой в пьесе «Остров коз», но спектакль с треском провалился уже на второй неделе премьеры. Харви играл на Бродвее ещё дважды: в комедии «Провинциалка» Уильяма Уичерли в 1957 году и шекспировском «Генрихе V».
Успех пришёл к нему лишь в 1959 году, когда он был номинирован на «Оскар» и премию BAFTA за лучшую свою роль в фильме «Путь наверх», став первым литовским актёром, когда-либо выдвигавшимся на «Оскара».
Став звездой, Харви снялся в конце 50-х — начале 60-х годов в ряде других фильмов, таких как «Форт Аламо» «Баттерфилд, 8» вместе с Элизабет Тейлор, «Две любви», «Прогулка по беспутному кварталу», «Чудесный мир братьев Гримм», «Маньчжурский кандидат» с Фрэнком Синатрой и других. С Тейлор и Синатрой они стали друзьями.
Начиная с середины 60-х годов карьера Харви закончилась. Последней удачей стала награда Мюнхенского кинофестиваля за фильм «Avventura nella fantasia» (1962). Ремейк 1964 года «Бремя страстей человеческих» по роману Сомерсета Моэма провалился, как и ремейк фильма Акиры Куросавы «Расёмон» — «Гнев» (1964) Мартина Ритта. С тех пор Харви появлялся только в малоизвестных фильмах и на телевидении исключительно благодаря своему «звёздному» имени.
В последние годы жизни он занялся режиссёрской работой. 25 ноября 1973 года, в возрасте 45 лет, он скончался от рака желудка в Лондоне. Похоронен вместе со своей дочерью в Санта-Барбаре.

## Личная жизнь
Харви был трижды женат и дважды разведён. Два его первых брака, на актрисах Маргарет Лейтон с 1957 по 1961 год, и Джоан Перри с 1968 по 1972 год, закончились разводом. С 1972 года и до своей смерти в 1973 году он был женат на модели Полин Стоун, у них была дочь Домино (1969—2005).
Помощник Фрэнка Синатры, Джордж Джейкобс, в своих мемуарах «Mr. S: My Life with Frank Sinatra» (2003) писал о том, что Харви неоднократно оказывал ему знаки внимания, а также о том, Синатра знал о его гомосексуальности. Актёр Джон Фрейзер в своей автобиографии «Close Up» (2004) утверждал, что Харви был геем и состоял в отношениях со своим менеджером и продюсером Джеймсом Вульфом, который помогал ему с получением ролей.

## Фильмография

### Кино
| Год  | Русское название                | Оригинальное название                     | Роль                     | Примечания         |
| ---- | ------------------------------- | ----------------------------------------- | ------------------------ | ------------------ |
| 1948 | Дом тьмы                        | House of Darkness                         | Фрэнсис                  |                    |
| 1949 | В бегах                         | Man on the Run                            | детектив Лоусон          |                    |
| 1949 | Вчерашний человек               | The Man from Yesterday                    | Джон Мэттьюз             |                    |
| 1949 | Оползень                        | Landfall                                  | Хупер                    |                    |
| 1950 | Дорога в Каир                   | Cairo Road                                | лейтенант Мурад          |                    |
| 1950 | Танцующие годы                  | The Dancing Years                         | н/д                      | Не указан в титрах |
| 1950 | Чёрная роза                     | The Black Rose                            | Эдмунд                   |                    |
| 1950 | Семь дней до полудня            | Seven Days to Noon                        | солдат                   | Не указан в титрах |
| 1951 | Красная нить                    | Scarlet Thread                            | Фредди                   |                    |
| 1951 | Есть и другое солнце            | There Is Another Sun                      | Магуайр                  |                    |
| 1952 | Я верю в тебя                   | I Believe in You                          | Джорджи Беннетт          |                    |
| 1952 | Убийца идёт                     | A Killer Walks                            | Нед                      |                    |
| 1952 | Женщины сумерек                 | Women of Twilight                         | Джерри Нолан             |                    |
| 1953 | Невиновные в Париже             | Innocents in Paris                        | Франсуа                  | Не указан в титрах |
| 1954 | Добро умирает в зародыше        | The Good Die Young                        | Майлз Рэйвенскаут        |                    |
| 1954 | Ричард Львиное Сердце           | King Richard and the Crusaders            | Кеннет                   |                    |
| 1954 | Ромео и Джульетта               | Romeo and Juliet                          | Ромео                    |                    |
| 1955 | Я есть фотоаппарат              | I Am a Camera                             | Кристофер Ишервуд        |                    |
| 1955 | Шторм над Нилом                 | Storm Over the Nile                       | Джон Дюрренс             |                    |
| 1956 | Трое в лодке, не считая собаки  | Three Men in a Boat                       | Джордж                   |                    |
| 1957 | После бала                      | After the Ball                            | Уолтер де Фрес           |                    |
| 1957 | Правда о женщинах               | The Truth About Women                     | сэр Хамфри Тэвисток      |                    |
| 1958 | Безмолвный враг                 | The Silent Enemy                          | лейтенант Крэбб          |                    |
| 1959 | Путь наверх                     | Room at the Top                           | Джо Лэмптон              |                    |
| 1959 | Власть среди людей              | Power Among Men                           | рассказчик               |                    |
| 1959 | Экспрессо Бонго                 | Expresso Bongo                            | Джонни Джексон           |                    |
| 1960 | Форт Аламо                      | The Alamo                                 | Уильям Трэвис            |                    |
| 1960 | Баттерфилд, 8                   | BUtterfield 8                             | Уэстон Лиджетт           |                    |
| 1961 | Длинный и короткий и высокий    | The Long and the Short and the Tall       | Бэммо                    |                    |
| 1961 | Две любви                       | Two Loves                                 | Пол Латроп               |                    |
| 1961 | Лето и дым                      | Summer and Smoke                          | Джон Бьюкенен-мл.        |                    |
| 1962 | Прогулка по беспутному кварталу | Walk on the Wild Side                     | Дав Линкхорн             |                    |
| 1962 | Чудесный мир братьев Гримм      | The Wonderful World of the Brothers Grimm | Вильгельм Гримм          |                    |
| 1962 | Манчжурский кандидат            | The Manchurian Candidate                  | Рэймонд Шоу              |                    |
| 1962 | Девушка по имени Тамико         | A Girl Named Tamiko                       | Иван Калин               |                    |
| 1963 | Бегущий человек                 | The Running Man                           | Рекс Блэк                |                    |
| 1963 | Церемония                       | The Ceremony                              | Шон Маккена              |                    |
| 1964 | Бремя страстей человеческих     | Of Human Bondage                          | Филлип Кэри              |                    |
| 1964 | Гнев                            | The Outrage                               | муж                      |                    |
| 1965 | Дорогая                         | Darling                                   | Майлз Брэнд              |                    |
| 1965 | Роскошная жизнь                 | Life at the Top                           | Джо Лэмптон              |                    |
| 1965 | Доктор и дьявол                 | The Doctor and the Devil                  | н/д                      |                    |
| 1966 | Шпион с холодным носом          | The Spy with a Cold Nose                  | доктор Фрэнсис Тревельян |                    |
| 1967 | Зимняя сказка                   | The Winter's Tale                         | король Леонитес          |                    |
| 1968 | Дэнди в желе                    | A Dandy in Aspic                          | Эмберлин                 |                    |
| 1968 | Атака лёгкой кавалерии          | The Charge of the Light Brigade           | русский князь            |                    |
| 1968 | Битва за Рим                    | The Last Roman                            | Цетег                    |                    |
| 1969 | Ребус                           | Rebus                                     | Джефф Миллер             |                    |
| 1969 | Абсолютно естественны           | L'assoluto naturale                       | он                       |                    |
| 1969 | Чудотворец                      | The Magic Christian                       | Гамлет                   |                    |
| 1970 | Вуса                            | WUSA                                      | Фарли                    |                    |
| 1970 | Чайковский                      | Tchaikovsky                               | рассказчик               |                    |
| 1970 | Глубина                         | The Deep                                  | Хьюи Уорринер            |                    |
| 1972 | Побег к солнцу                  | Escape to the Sun                         | майор КГБ Кирсанов       |                    |
| 1973 | Ночной дозор                    | Night Watch                               | Джон Уилер               |                    |
| 1974 | Добро пожаловать в Эрроу-Бич    | Welcome to Arrow Beach                    | Джейсон Генри            |                    |
| 1974 | Yellow-Headed Summer            |                                           | Джейсон Генри            |                    |

### Телевидение
| Год       | Русское название               | Оригинальное название      | Роль                   | Примечания                                 |
| --------- | ------------------------------ | -------------------------- | ---------------------- | ------------------------------------------ |
| 1950—1953 | Ночной театр                   | Night Theatre              | разные роли            | 4 эпизода                                  |
| 1955—1959 | Пьеса недели на ITV            | ITV Play of the Week       | разные роли            | 2 эпизода                                  |
| 1955      | Час Алкоа                      | The Alcoa Hour             | Дик Свивеллер          | Эпизод: «The Small Servant»                |
| 1959      | Альфред Хичкок представляет    | Alfred Hitchcock Presents  | Артур Уильямс          | Эпизод: «Arthur»                           |
| 1971      | Театр субботнего вечера на ITV | ITV Saturday Night Theatre | майор Сергиус Саранофф | Эпизод: «Arms and the Man»                 |
| 1972      | Ночная галерея                 | Night Gallery              | Стивен Мэйси           | Эпизод: «The Caterpillar/Little Girl Lost» |
| 1973      | Коломбо                        | Colombo                    | Эмметт Клейтон         | Эпизод: «The Most Dangerous Match»         |